# Мухур
Мухур (бур. Мухар — «тупик», «конец») — мелководный залив на западном берегу Байкала, в юго-западном углу Малого Моря. Площадь акватории — 16 км². Находится в Ольхонском районе Иркутской области России.
Залив Мухур углубляется в сушу на 8 км и имеет среднюю глубину 4—5 м. Максимальная глубина — 6 м.
Берега сильно изрезаны бухтами. В силу небольших глубин во́ды залива хорошо прогреваются летом — во второй половине августа до +22 °C.
Мухур известен обилием рыбы. Из-за мелководности залив раньше других покрывается льдом, чем привлекает любителей подлёдного лова рыбы.
На берегах залива расположено множество турбаз, кемпингов, мини-отелей. В юго-западном углу залива находится устье реки Кучулги, а на севере — Хорги. На северо-западном берегу залива расположен посёлок Шида.